# سليم شورى
سليم شورى ولد في 27 يوليو 1961 في صفاقس، هو أكاديمي وسياسي تونسي، ينتمي إلى حركة النهضة.

## السيرة الذاتية

### الدراسات والمسيرة المهنية
تحصل سليم شورى على الدكتوراه في الهندسة الميكانيكية من جامعة تكساس إيه آند إم في 1989، وشغل العديد من المناصب صلب وزارة التعليم العالي والبحث العلمي، ومنها أنه أشرف على المرصد الوطني للعلوم والتكنولوجيا بين سبتمبر وديسمبر 2012. 

بدأ سليم شورى مسيرته المهنية كأستاذ مشارك في قسم الهندسة الميكانيكية في جامعة الملك سعود في الرياض، وكأستاذ مساعد في المعهد التحضيري للدراسات الهندسية بصفاقس بين 2000 و2004 ثم أستاذ مشارك حتى 2009، كما اشتغل كمدرس في المدرسة الوطنية للمهندسين بصفاقس والمدرسة التونسية للتقنيات إلى حدود 2008. 

ساهم كذلك في في تركيز الاستراتيجية الوطنية 2019ء2023 لشبكة المعاهد التحضيرية للدراسات العلمية والتقنية، وإقامة الشراكة بين هاته الشبكة والشبكة الكندية للكليات والمعاهد. 

سليم شورى عضو في الجمعية الأمريكية للمهندسين الميكانيكيين منذ 1985 وفي الجمعية العلمية التونسية في أمريكا الشمالية بين 1982 و1989.

### المسار السياسي
كمنتمي لحركة النهضة، تم اقتراحه في منصب وزير التعليم العالي والبحث العلمي في حكومة الحبيب الجملي، لكنها لم تتحصل على ثقة مجلس نواب الشعب. وفي النهاية، حافظ سليم شورى على منصبه في حكومة إلياس الفخفاخ إبتداءً من 27 فبراير 2020. في 15 يوليو من نفس السنة، قرر الفخفاخ إقالة كل وزراء النهضة على خلفية سحب هاته الأخيرة الثقة من حكومته.